# Hic locus est, ubi mors gaudet succurrere vitae
 Hic locus est, ubi mors gaudet succurrere vitae лат. (изговор: хик локус ест, уби морс гаудет сукурере вите). Ово је мјесто гдје се смрт радује да помогне животу.

## Натпис
Ова изрека је написана на улазу у Анатомски институт у Паризу.

## Тумачење
Умрли,  посебно припремљеним изложеним тијелима, помажу сазнањима  о њима и нама.(За науку).